# Megalonychidae
Megalonychidae este o familie de leneș, cuprinzând specia dispărută Megalonyx⁠(d), alături de leneșii cu două degete⁠(d).